# 黑暗之路系列
《黑暗之路》(Paths Of Darkness)是R·A·薩爾瓦多的作品，原本包括4個故事：
《無聲之刃》（The Silent Blade ）、
《世界之脊》（The Spine of the World ）、
《魔晶僕從》（Servant of the shard ）、
《劍刃之海》（Sea of Swords ）。
本系列並非主要在描寫崔斯特·杜堊登。故事從祕銀五友自冰風谷出發，試圖毀滅碎魔晶展開，分別以沃夫加、賈拉索與恩崔立為主軸發展。之後作者將第三本魔晶僕從自此系列移除，改成以恩崔力為主角的傭兵系列之首本。

## 内容提要

### 第一部《無聲之刃》
沃夫加在經過6年的囚徒生涯後，雖然被朋友們救回，卻無法自惡夢中解脫。在毆傷凱蒂布莉兒後離去，不但失去自我，也逐漸墮落。崔斯特與恩崔力的所有恩怨將在此時做出最後的了斷。

### 第二部《世界之脊》
沃夫加追尋自我的旅程。

### 第三部《魔晶僕從》(後移除)
賈拉索自以為能控制碎魔晶，然而達耶特傭兵團的不滿也到達了極限，恩崔力與賈拉索對此將會做出甚麼決定？

### 第四部《劍刃之海》
沃夫加的朋友們再次得到他的消息，並開始試圖找到這個野蠻人。然而，一個痛恨崔斯特的精靈也受到了占卜的指引，企圖經由沃夫加找到並試圖殺死崔斯特，或至少是與其同歸於盡。